# مركز العلوم البيئية
مركز العلوم البيئية (بالإنجليزية: Environmental Science Center) هو مركز أبحاث في جامعة قطر وأُنشئ في عام 1980 لتعزيز الدراسات البيئية في جميع أنحاء دولة قطر مع التركيز الرئيسي على علوم البحار والعلوم الجوية والبيولوجية. على مدى السنوات الثماني عشرة الماضية، قام مركز العلوم البيئية بمراقبة ودراسة مواقع تعشيش السلاحف منقار الصقر في قطر.

## التاريخ
- في عام 1980 سمي مركز البحوث العلمية والتطبيقية.[4]
- في عام 2005 أعيدت هيكلته وأعيد تسميته بمركز الدراسات البيئية.
- في عام 2015، تم تغيير اسم العمل إلى مركز العلوم البيئية ليعكس بشكل أفضل الأهداف القائمة على البحث.[2]

## مجموعات البحث
يضم مركز البيئة والتنمية المستدامة 3 مجموعات بحثية رئيسية هي التي تغطي المجالات ذات الأهمية الاستراتيجية لدولة قطر. والمجموعات هي:
- مجموعة علوم الغلاف الجوي
- مجموعة علوم الأرض
- مجموعة العلوم البحرية مع 2 من التخصصات:[10]
  - علم البيئة الأرضية
  - الأوقيانوغرافيا الفيزيائية والكيميائية

## كرسي اليونسكو في العلوم البحرية
أعلنت منظمة الأمم المتحدة للتربية والعلم والثقافة (اليونسكو) عن إنشاء كرسي اليونسكو في علوم البحار في مركز العلوم البيئية بجامعة قطر وهو الأول من نوعه في منطقة الخليج العربي. يهدف الكرسي إلى توفير بيئة بحرية مستدامة في الخليج العربي وحماية النظم البيئية البحرية.

## الاختراعات
- تقنية القابض البحري.[16][17][18][19][20][21]
- تقنية الشعاب المرجانية الاصطناعية بالفطر[22][23] (غابة الفطر).[24]

## الاعتماد
حصلت مختبرات ESC على شهادة أيزو/آي إي سي 17025 من الجمعية الأمريكية لاعتماد المختبرات (A2LA)، مما يؤكد مكانتها كمرافق عالمية المستوى تعمل وفقًا لأفضل الممارسات.

## المرافق

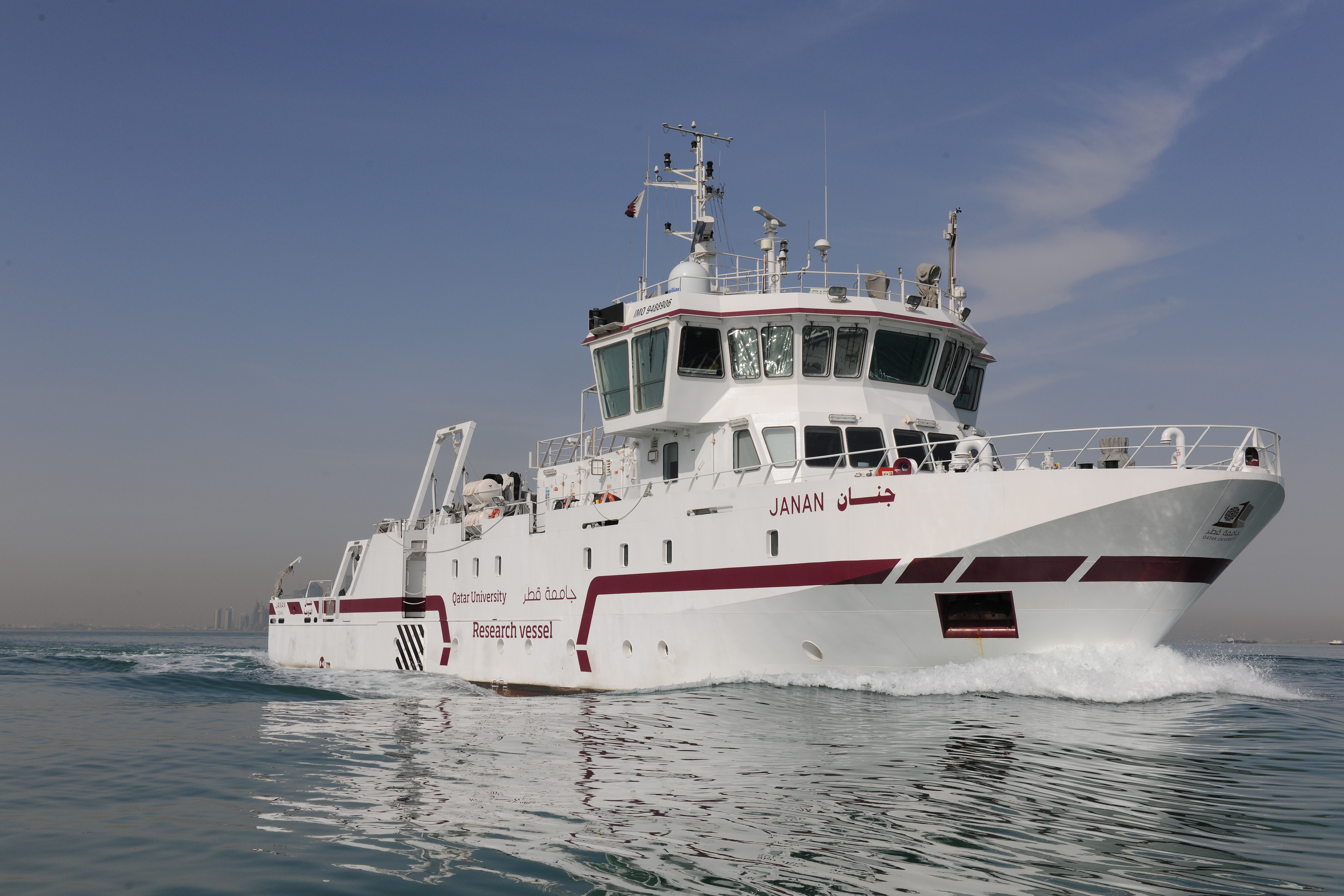
سفينة الأبحاث «جنان» التي يستخدمها مركز بحوث البيئة والموارد الطبيعية منذ عام 2011 - جامعة قطر

يضم مركز العلوم البيئة مجموعة واسعة من المرافق، أبرزها المختبرات المتنقلة على متن سفينة الأبحاث جنان (بالإنجليزية: JANAN).
جنان هي سفينة أبحاث متعددة الأغراض يبلغ طولها 42.80 مترًا وتم تسميتها على اسم الجزيرة الواقعة على الساحل الغربي لشبه الجزيرة القطرية. وقد تم التبرع به لجامعة قطر من قبل صاحب السمو الشيخ تميم بن حمد آل ثاني أمير دولة قطر.
تُستخدم السفينة على نطاق واسع في دراسة حالة البيئة البحرية في المنطقة الاقتصادية الخالصة لدولة قطر والنهوض بالدراسات والبحوث البيئية البحرية الهامة في قطر والخليج بشكل عام.
يحتوي المركز أيضاً على 12 مختبراً مجهزاً بأحدث الأجهزة.

## وصلات خارجية
- مكتب البحوث والدراسات العليا في جامعة قطر
- غرفة أخبار جامعة قطر